# Zaitunia kerkyra
Espèce
Zaitunia kerkyra est une espèce d'araignées aranéomorphes de la famille des Filistatidae.

## Distribution
Cette espèce est endémique des îles Ioniennes en Grèce,. Elle se rencontre sur Corfou.

## Description
Le mâle holotype mesure 3,14 mm et la femelle paratype 4,78 mm, les mâles mesurent de 2,75 à 3,14 mm et les femelles de 4,25 à 4,78 mm.

## Systématique et taxinomie
Cette espèce a été décrite en 2023 par l'arachnologue français Sylvain Lecigne (d).

## Étymologie
Son nom d'espèce lui a été donné en référence au lieu de sa découverte, Corfou (en grec Κέρκυρα / Kérkyra).

## Publication originale
- (en) Sylvain Lecigne, « New contribution to the spider fauna (Arachnida: Araneae) of Kerkyra (Corfu) and update of the provisional checklist of species from the Ionian Island », Journal of the Belgian Arachnological Society, Belgique, vol. 38, no 1, supplement,‎ 2023, p. 1-51.